# Ehner
Ehner (Luxemburgs: Iener) is een plaats in de gemeente Saeul en het kanton Redange in Luxemburg.

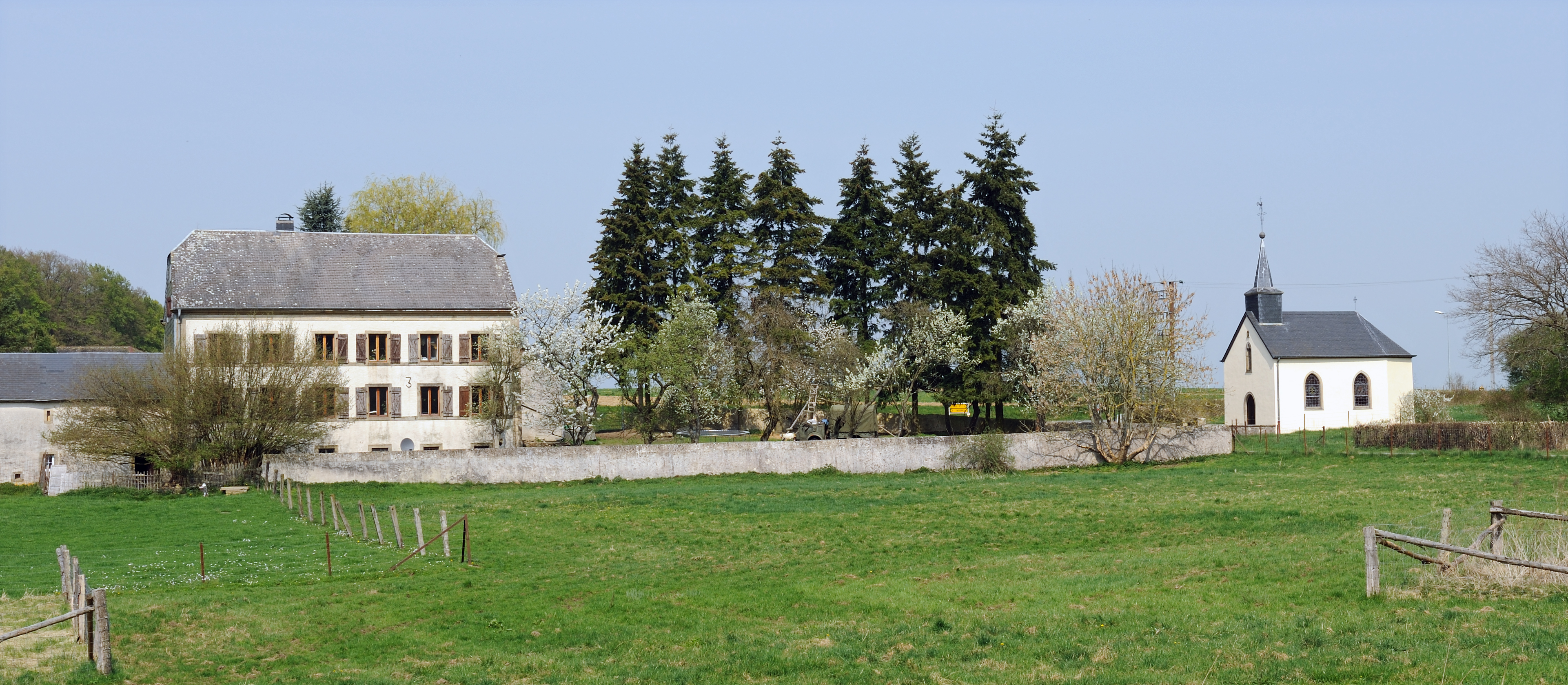
Ehner

Ehner telt 9 inwoners.